# إيما بيتس
إيما بيتس (بالإنجليزية: Emma Bates)‏ هي عدائة المسافات المتوسطة أمريكية، ولدت في 8 يوليو 1992 في إلك ريفر في الولايات المتحدة.

## وصلات خارجية
- إيما بيتس على موقع الاتحاد الدولي لألعاب القوى (الإنجليزية)
- إيما بيتس على موقع الاتحاد الأمريكي لسباقات المضمار والميدان (الإنجليزية)
- إيما بيتس على موقع TFRRS.org (الإنجليزية)